# Matthew Croucher

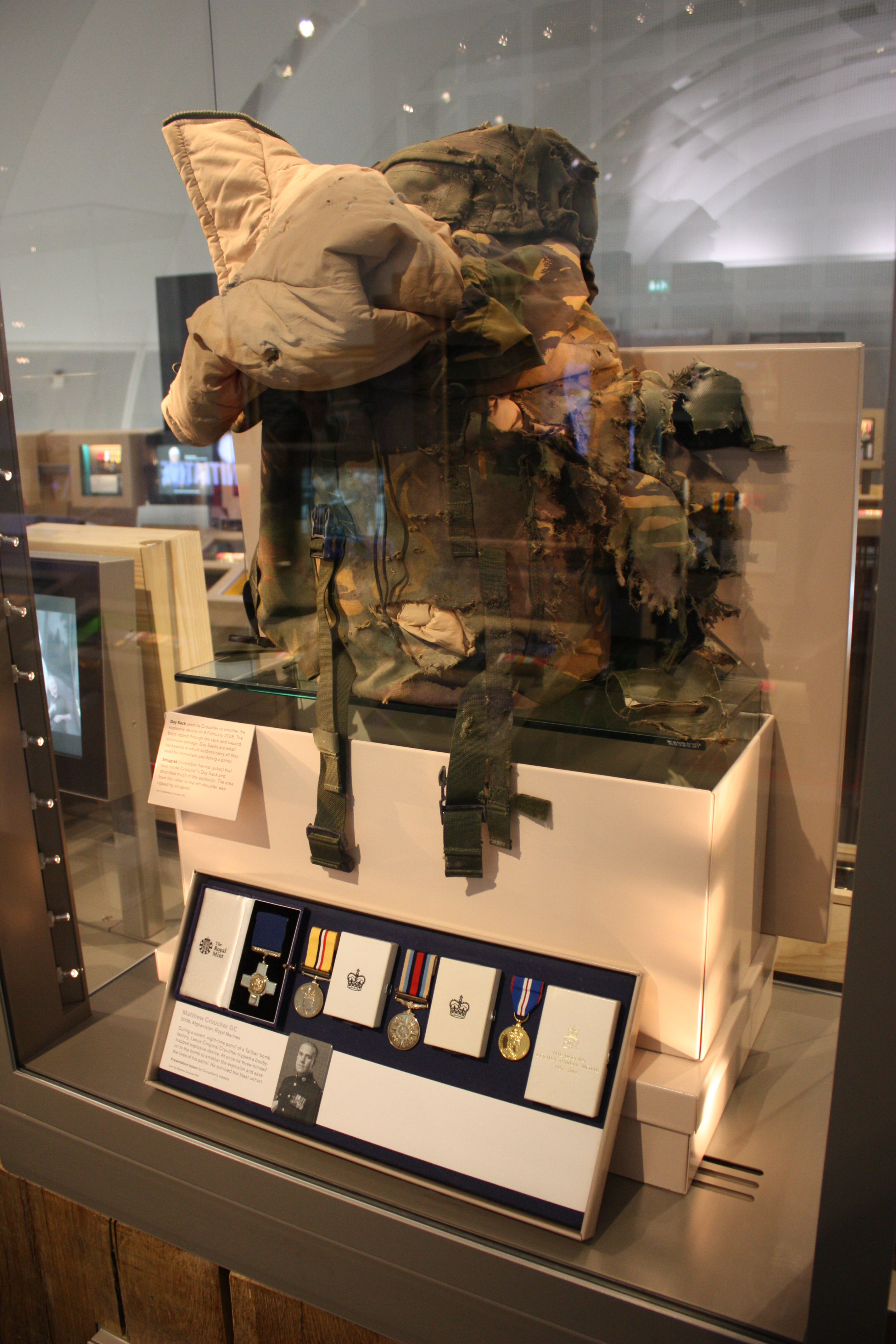
Crouchers Rucksack, den er Februar 2008 trug. Ausgestellt in der Ashcroft Gallery im Imperial War Museum in London.

Matthew Croucher, GC (* 14. Dezember 1983 in Solihull, England) ist ein britischer Soldat der Royal Marines.

## Leben
Croucher wuchs in Solihull auf. Im Alter von 16 Jahren trat er den Royal Marines bei. Nach seiner Ausbildung wurde er zweimal im Irak stationiert. Danach wurde er Reservist und ging als privater Sicherheitsmann erneut in den Irak. Croucher wurde hierbei für die Vereinten Nationen tätig. Im September 2007 kehrte er zu den Royal Marines zurück und wurde in Afghanistan stationiert.
Während eines Einsatzes am 11. Februar 2008 in der Nähe von Sangin, einer Stadt der Provinz Helmand in Afghanistan, löste Lance Corporal Matthew Croucher versehentlich eine Sprengfalle aus, als er bei Dunkelheit über einen Draht stolperte. Mit einem Sprung auf die dadurch ausgelöste Handgranate rettete er vermutlich seinen Kameraden das Leben. Sein Rucksack und seine Schutzweste absorbierten die Wucht der Explosion dabei so weit, dass Croucher selbst mit vergleichsweise leichten Verletzungen davonkam, seine Kameraden blieben unverletzt.

## Auszeichnung mit dem Georgs-Kreuz
Am 23. Juli 2008 gab das Verteidigungsministerium des Vereinigten Königreichs bekannt, dass Lance Corporal Matthew Croucher für seinen Mut und den Schutz seiner Kameraden unter Gefahr für das eigene Leben das Georgs-Kreuz verliehen wird. Die Auszeichnung ist neben dem Victoria-Kreuz die höchste britische Auszeichnung für Tapferkeit und wird im Gegensatz zu diesem auch dann verliehen, wenn die dekorierte Tat nicht „im Angesicht des Feindes“ stattfand.

## Veröffentlichungen
- 2009: Bulletproof, ISBN 978-1846057045
- 2010: Flash Point, ISBN 9780099543138